# Temporada 2020-21 de la NBA G League
La Temporada 2020-21 de la NBA Development League, conocida por motivos de patrocinio como NBA G League fue la vigésima temporada de la NBA D-League, la liga de desarrollo de la NBA. La competición fue pospuesta indefinidamente debido a la Pandemia de COVID-19, y finalmente se jugará a partir del mes de febrero de 2021 en un formato similar a la burbuja de la NBA en 2020, con todos los equipos concentrados en el ESPN Wide World of Sports Complex de Bay Lake (Florida). Solo participaronn 17 de los 28 equipos actuales de la liga, a los que se les unió el recién creado equipo de exhibición de los NBA G League Ignite. Los campeones fueron los Lakeland Magic, que lograban su primer título

## Novedades
En diciembre de 2019, el comisionado de la NBA Adam Silver anunció que los Capitanes de Ciudad de México de la Liga Nacional de Baloncesto Profesional se unirían a la G League en la temporada 2020-21 con un contrato de cinco años. La temporada 2019-20 fue luego restringida por las restricciones de la pandemia de COVID-19 y todos los partidos restantes después del 12 de marzo de 2020, y los playoffs fueron cancelados. El 9 de julio de 2020, los Phoenix Suns anunciaron que estaban reubicando su franquicia de la G League, los Northern Arizona Suns, del Prescott Valley al área de Phoenix para la temporada 2020-21, y posteriormente vendieron la franquicia a los Detroit Pistons. Los Pistons planean trasladar al equipo a Detroit en la temporada 2021-22 bajo el nombre de Motor City Cruise. Los New Orleans Pelicans lanzaron un concurso para elegir el nombre para su equipo Birmingham 2022–23.
Durante las restricciones en constante cambio en medio de la pandemia, ni la liga ni la NBA hicieron anuncios para la temporada 2020-21. La temporada de la NBA finalmente comenzó en diciembre de 2020. Se rumoreaba que todos los partidos de la temporada de la G League se llevarían a cabo en una burbuja similar a la burbuja de la NBA 2020 en Atlanta, Georgia u Orlando, Florida, con varios equipos que probablemente optarían por no participar, pero que se uniría el equipo de exigición NBA G League Itgnite. La temporada en la burbuja fue confirmada por la liga el 8 de enero de 2021, para comenzar en febrero en el ESPN Wide World of Sports Complex en Walt Disney World en Bay Lake (Florida), cerca de Orlando.
Once equipos optaron por no participar: los Capital City Go-Go, College Park Skyhawks, Grand Rapids Drive, Maine Red Claws, Northern Arizona Suns, Sioux Falls SkyForce, South Bay Lakers, Stockton Kings, Texas Legends, Windy City Bulls y los Wisconsin Herd. Los Capitanes de Ciudad de México anunciaron también que pospondrían su debut en la liga a la temporada 2021-22.
El calendario fue anunciado el 27 de enero con los 18 equipos jugando cada uno quince partidos de temporada regular entre el 9 de febrero y el 6 de marzo. No hay conferencia o alineación divisional en la burbuja y los ocho mejores equipos juegan un playoff a un partido del 8 de marzo al 6 de marzo. La final tendrá lugar el 11 de marzo.

## Temporada regular
| Pos. | Equipo                             | G  | P  | Pts | PD |
| ---- | ---------------------------------- | -- | -- | --- | -- |
| 1    | y – Raptors 905 (TOR)              | 12 | 3  | 27  | —  |
| 2    | x – Santa Cruz Warriors (GSW)      | 11 | 4  | 26  | 1  |
| 3    | x – Erie BayHawks (NO)             | 11 | 4  | 26  | 1  |
| 4    | x – Delaware Blue Coats (PHI)      | 10 | 5  | 25  | 2  |
| 5    | x – Austin Spurs (SAS)             | 10 | 5  | 25  | 2  |
| 6    | x – Lakeland Magic (ORL)           | 9  | 6  | 24  | 3  |
| 7    | x – Rio Grande Valley Vipers (HOU) | 9  | 6  | 24  | 3  |
| 8    | x – NBA G League Ignite            | 8  | 7  | 23  | 4  |
|      |                                    |    |    |     |    |
| 9    | Oklahoma City Blue (OKC)           | 8  | 7  | 23  | 4  |
| 10   | Long Island Nets (BKN)             | 7  | 8  | 22  | 5  |
| 11   | Westchester Knicks (NYK)           | 7  | 8  | 22  | 5  |
| 12   | Memphis Hustle (MEM)               | 6  | 9  | 21  | 6  |
| 13   | Fort Wayne Mad Ants (IND)          | 6  | 9  | 21  | 6  |
| 14   | Canton Charge (CLE)                | 5  | 10 | 20  | 7  |
| 15   | Greensboro Swarm (CHA)             | 5  | 10 | 20  | 7  |
| 16   | Agua Caliente Clippers (LAC)       | 5  | 10 | 20  | 7  |
| 17   | Salt Lake City Stars (UTA)         | 4  | 11 | 19  | 8  |
| 18   | Iowa Wolves (MIN)                  | 2  | 13 | 17  | 10 |

 Fuente: GLeague.NBA.com
Criterios de clasificación: 

## Playoffs
|  | Cuartos de final | Cuartos de final         | Cuartos de final |                     |     | Semifinales         | Semifinales | Semifinales |  |   | Final               | Final       | Final       |  |
|  | 8 de marzo       | 8 de marzo               | 8 de marzo       |                     |     | 9 de marzo          | 9 de marzo  | 9 de marzo  |  |   | 11 de marzo         | 11 de marzo | 11 de marzo |  |
|  |                  |                          |                  |                     |     |                     |             |             |  |   |                     |             |             |  |
|  |                  |                          |                  |                     |     |                     |             |             |  |   |                     |             |             |  |
|  | 1                | Raptors 905              | 127              |                     |     |                     |             |             |  |   |                     |             |             |  |
|  | 1                | Raptors 905              | 127              |                     |     |                     |             |             |  |   |                     |             |             |  |
|  | 8                | Ignite                   | 102              |                     |     |                     |             |             |  |   |                     |             |             |  |
|  | 8                | Ignite                   | 102              |                     | 1   | Raptors 905         | 100         |             |  |   |                     |             |             |  |
|  |                  |                          |                  |                     | 1   | Raptors 905         | 100         |             |  |   |                     |             |             |  |
|  |                  |                          | 4                | Delaware Blue Coats | 127 |                     |             |             |  |   |                     |             |             |  |
|  | 4                | Delaware Blue Coats      | 4                | Delaware Blue Coats | 127 | 124                 |             |             |  |   |                     |             |             |  |
|  | 4                | Delaware Blue Coats      |                  |                     |     |                     |             |             |  |   |                     |             |             |  |
|  | 5                | Austin Spurs             | 103              |                     |     |                     |             |             |  |   |                     |             |             |  |
|  | 5                | Austin Spurs             | 103              |                     |     |                     |             |             |  | 4 | Delaware Blue Coats | 78          |             |  |
|  |                  |                          |                  |                     |     |                     |             |             |  | 4 | Delaware Blue Coats | 78          |             |  |
|  |                  |                          | 6                | Lakeland Magic      | 97  |                     |             |             |  |   |                     |             |             |  |
|  | 2                | Santa Cruz Warriors      | 6                | Lakeland Magic      | 97  | 110                 |             |             |  |   |                     |             |             |  |
|  | 2                | Santa Cruz Warriors      |                  |                     |     |                     |             |             |  |   |                     |             |             |  |
|  | 7                | Rio Grande Valley Vipers | 81               |                     |     |                     |             |             |  |   |                     |             |             |  |
|  | 7                | Rio Grande Valley Vipers | 81               |                     | 2   | Santa Cruz Warriors | 96          |             |  |   |                     |             |             |  |
|  |                  |                          |                  |                     | 2   | Santa Cruz Warriors | 96          |             |  |   |                     |             |             |  |
|  |                  |                          | 6                | Lakeland Magic      | 108 |                     |             |             |  |   |                     |             |             |  |
|  | 3                | Erie BayHawks            | 6                | Lakeland Magic      | 108 | 110                 |             |             |  |   |                     |             |             |  |
|  | 3                | Erie BayHawks            |                  |                     |     |                     |             |             |  |   |                     |             |             |  |
|  | 6                | Lakeland Magic           | 139              |                     |     |                     |             |             |  |   |                     |             |             |  |
|  | 6                | Lakeland Magic           | 139              |                     |     |                     |             |             |  |   |                     |             |             |  |
|  |                  |                          |                  |                     |     |                     |             |             |  |   |                     |             |             |  |